# Otobong Nkanga
Otobong Nkanga (Kano, 1974) è un'artista nigeriana.

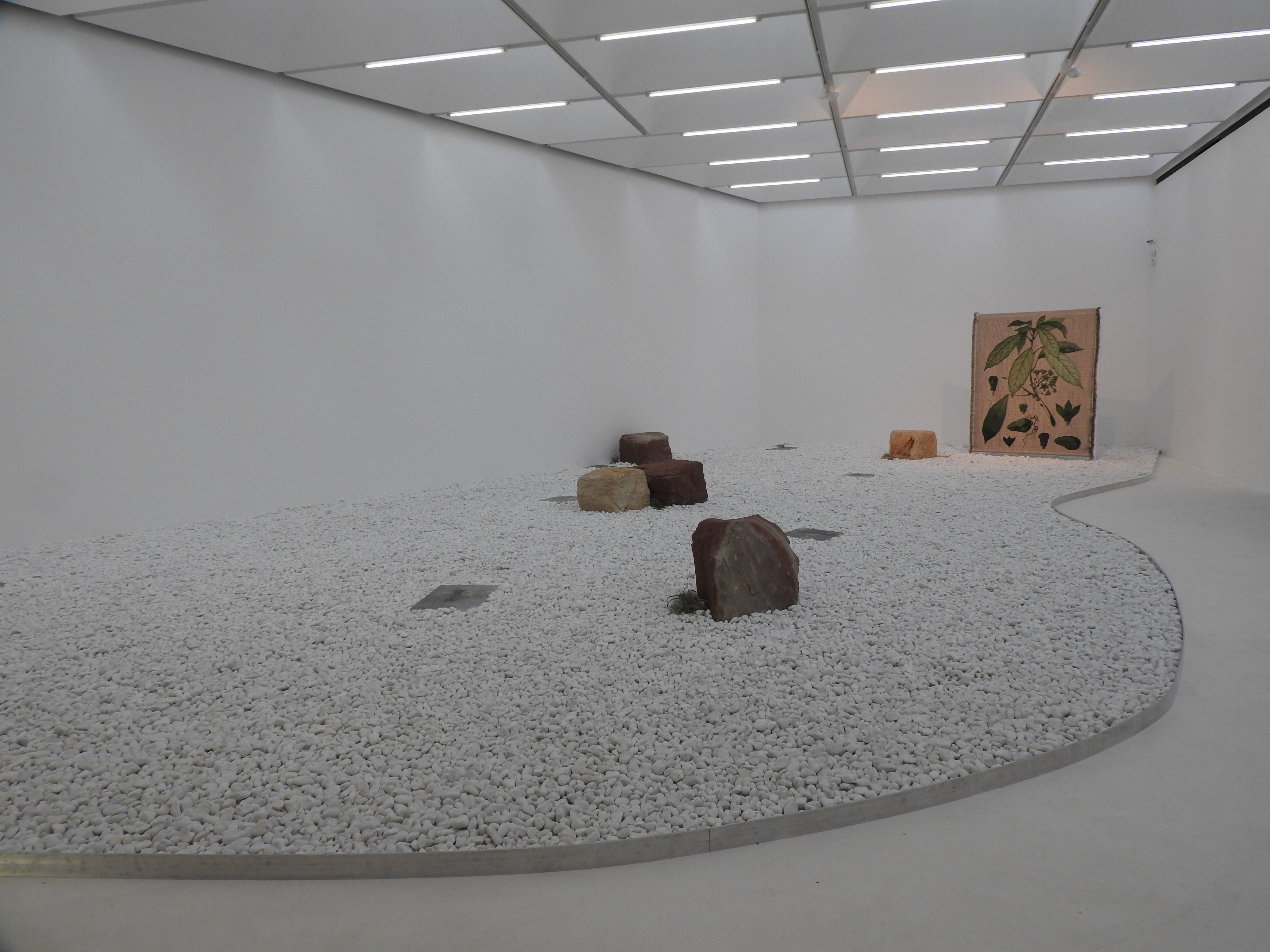
Taste of a Stone alla Nottingham Contemporary Gallery (2016)

Attualmente vive e lavora tra Parigi e Anversa.

## Biografia
Inizia i suoi studi nel 1992 in Nigeria presso la Obafemi Awolowo University di Ile-Ife. Dal 1995 al 2001 prosegue gli studi presso l'Ecole Nationale Supérieure des Beaux-Arts (ENSBA) di Parigi. 
Nel 2002 partecipa alla residenza per artisti presso l'istituto Rijksakademie van beeldende kunsten di Amsterdam. Sempre ad Amsterdam, nel 2008 consegue il Master in Performing Arts presso il DasArts.
La sua pratica artistica è caratterizzata dall'utilizzo di diversi media, come l'installazione, la fotografia, il disegno e la scultura, insieme al proprio corpo e alla propria voce nelle performance. 
Il suo lavoro di artista riflette sull'interrogare e trasmettere le implicazioni del proprio agire in diversi ambienti e contesti attraverso un approccio multi-disciplinare, volto a cogliere la fragilità dell'uomo nel proprio ambiente.

## Attività
Otobong Nkanga ha alle spalle numerose mostre, sia personali che collettive, realizzate in ambito nazionale ed internazionale. Negli ultimi cinque anni ha inoltre partecipato alle biennali di Sharjah, Taipei, Dakar, São Paulo e Havanna.
Nel 2019 è stata tra gli artisti invitati alla LVIII Esposizione internazionale d'arte di Venezia.

### Esposizioni
- 2011 All we ever wanted. Center of Contemporary Arts (CCA), Lagos, Nigeria.
- 2011 Faites commes chez vous. Raw Material Company - A center for art, Knowledge and society. Dakar, Senegal.
- 2011 ARS 11. KIASMA Museum of Contemporary Art. Helsinki, Finlandia.
- 2010 Animism, Extra City Kunsthal and M HKA Museun van Hedendaagse Kunst, Anversa, Belgio.
- 2009 Diagonal Views, Nieuwe Vide, Haarlem, Paesi Bassi.
- 2008 Re/presentaciones: ellas, Casa Africa, Las Palmas de Gran Canaria.
- 2008 Flow, Studio Museum Harlem, New York.
- Africa remix, Paris, Düsseldorf, Tokyo, Johannesburg e Stoccolma. Mostra itinerante.